# Direcția de Investigare a Infracțiunilor de Criminalitate Organizată și Terorism
Direcția de Investigare a Infracțiunilor de Criminalitate Organizată și Terorism (DIICOT) , in italiano "Direzione Investigativa delle Infrazioni di Criminalità Organizzata e Terrorismo" è un'agenzia investigativa romena sotto il controllo del Ministerului Public di Romania, istituita con decreto d'urgenza del Governo nr. 7/2005 dopo la legge statale nr. 508/2004.
DIICOT fu istituita nel 2004, con scopi di polizia investigativa contro il crimine organizzato, domestico e estero.
DIICOT effettua investigazioni in materia di infrazioni gravi come definito dalla legge nr.39/2003 per la prevenzione e la lotta al crimine organizzato.

## Competenza DIICOT
Secondo l'ordinanza di emergenza 78 del 2016, la Direzione svolge le indagini penali esclusivamente per i seguenti reati:
- tratta di esseri umani prevista dall'articolo 210 del codice penale
- tratta di minori prevista dall'articolo 211 del codice penale
- divulgazione di informazioni segrete di stato prevista dall'articolo 303 del codice penale
- pornografia infantile prevista dall'articolo 374 del codice penale
- crimini contro la sicurezza nazionale della Romania previsti dagli articoli 394-412 del codice penale
- crimini contro la sicurezza nazionale della Romania previsti dalla legge n. 51/1991 sulla sicurezza nazionale della Romania
- tutti i reati di terrorismo previsti dalla Legge n. 535/2004 sulla prevenzione e la lotta al terrorismo
- tutti i reati di traffico di droga ai sensi della legge 143 del 2000
- reati previsti dalla Legge n. 194/2011 sulla lotta alle operazioni con prodotti che possono avere effetti psicoattivi
- reati previsti dalla Legge n. 111/1996 in materia di sicurezza, regolamentazione, autorizzazione e controllo delle attività nucleari

## Direttori del DIICOT
- Alina Bica
- Daniel Horodniceanu - 19 mai 2015 - prezent[1]

## Critiche
Per diventare procuratori bisogna superare un esame speciale. Alcuni procuratori DIICOT vengono nominati direttamente, senza essere esaminati, dalla Procura Generale su ordine diretto del Procuratore Generale di Romania.
In data 22 novembre 2014 il procuratore capo DIICOT, Alina Bica, fu arrestata preventivamente, accusata di diversi fatti di corruzione, in complicità con Dorin Cocoș e Crinuța Dumitrean, direttore della ANRP.